# دونالد كامبل
دونالد كامبل (بالإنجليزية: Donald Campbell)‏ (18 سبتمبر 1851 - 14 سبتمبر 1887) هو لاعب كريكت أسترالي. لعب مع فريق فكتوريا للكريكت.

## وصلات خارجية
- دونالد كامبل على موقع إي آس بي آن كريك إنفو (الإنجليزية)